# Кумська семінарія

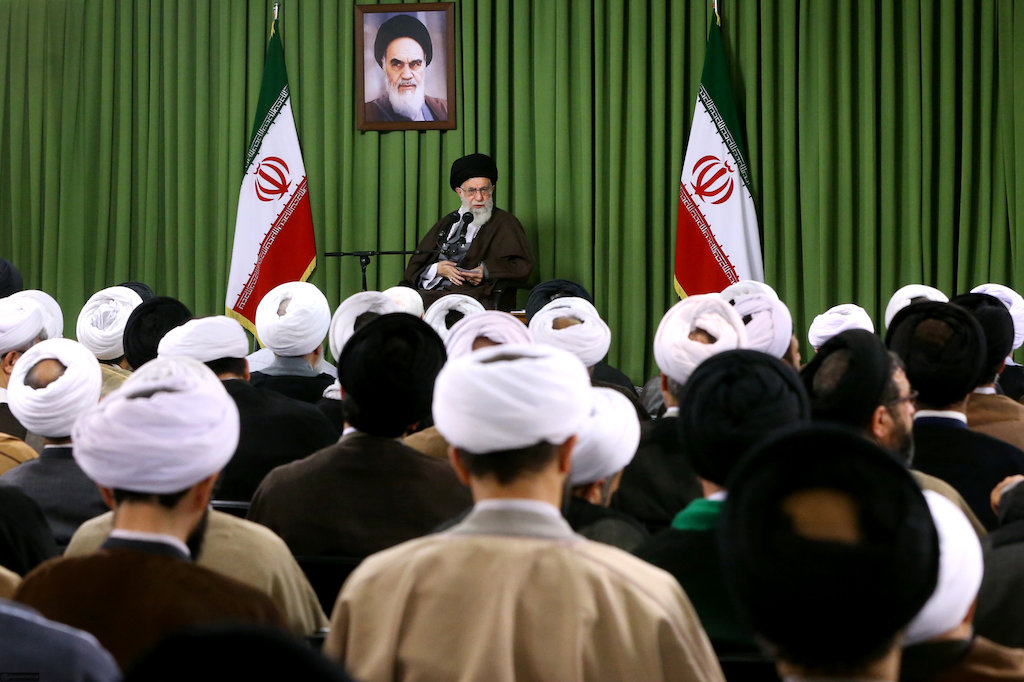
Верховний лідер Ірану Алі Хаменеї в семінарії, 15 березня 2016 року

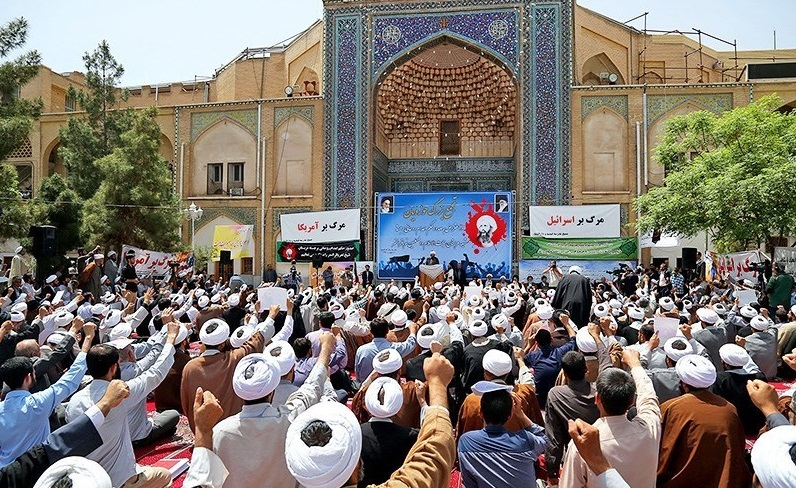
Семінарія в Кумі

34°38′36″ пн. ш. 50°52′49″ сх. д. / 34.643472222222° пн. ш. 50.880305555556° сх. д.
 
Кумська семінарія (перс. حوزه علمیه قم) — найбільша ісламська семінарія (хауза) в Ірані, створена 1922 року великим аятолою Абдул-Карімом Хаєрі Язді в Кумі . Готує вчених Усулі.

## Історія
Хоча великі шиїтські академії існували в Кумі ще в 10 столітті нашої ери, місто Хауза стало помітним у часи Сефевідів, коли іслам шиїтів став офіційною релігією Ірану. Серед відомих вчителів тієї епохи були Мулла Садра і Шейх Бахай . Сучасна хамза в Кумі була відроджена Абдулом Карімом Хаєрі Язді та великим аятоллою Боруджерді і їй ледве виповнилося століття. У семінаріях Ірану налічується майже триста тисяч священнослужителів. В даний час великий аятолла Хоссейн Вахід Хорасані очолює семінарію Кум.

## Видатні вчителі
- Абдул-Карім Хаєрі Язді
- Абдул-Карім Мусаві Ардебілі
- Ахмад Хонсарі
- Алі Мешкіні
- Алі Сафі Голпайгані
- Аятолла Хадж Мірза Халіл Камарейі
- Хоссейн Вахід Хорасані
- Хуссейн-Алі Монтазері
- Джавад Тебрізі
- Мехді Шаб Зенде Дар Джахромі
- Мохаммед Алаві Горгані
- Мохаммед Алі Аракі
- Мохаммад Бехешті
- Мохаммед Фазел Ленкарані
- Мохаммад Казем Шаріатмадарі
- Мухаммед аль-Хусайні аль-Ширазі
- Мохаммед-Реза Голпайгані
- Мохаммад-Так Бахят Фумані
- Мортеза Хаєрі Язді
- Муса Шубайрі Занджані
- Мухаммад Худжят Кух-Камарі
- Мухаммад Хусайн Табатабаї
- Насер Макарем Ширазі
- Рухолла Хомейні
- Садік Хуссейні Ширазі
- Садр аль-Дін аль-Садр
- Саїд Садек Рохані
- Сейєд Хоссейн Борухерді
- Шахаб аль-Дін Мараші Наджафі
- Юсеф Сааней